# Postamt (Ichenhausen)

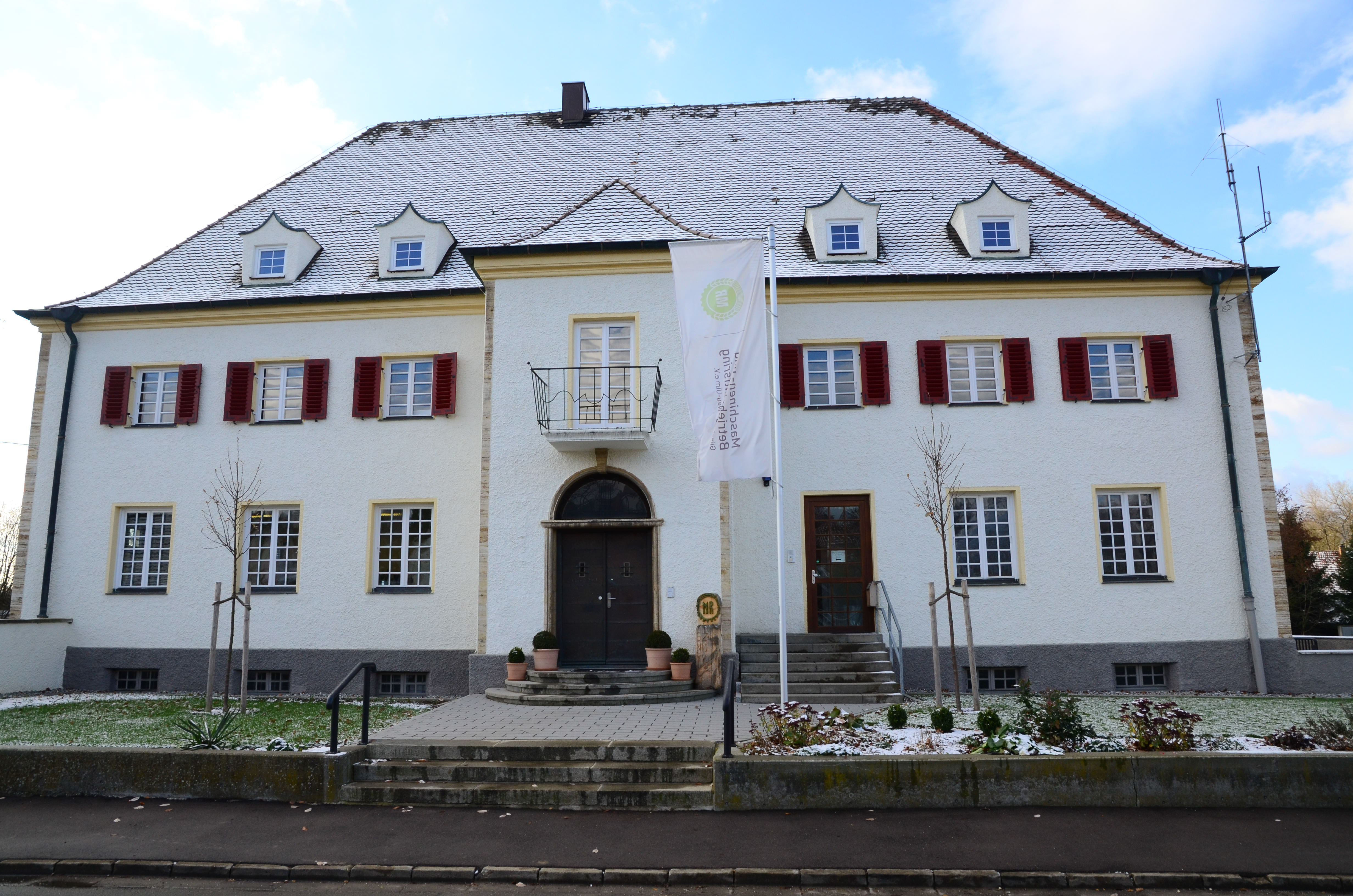
Postamt in Ichenhausen

Das Postamt in Ichenhausen, einer Stadt im Landkreis Günzburg im bayerischen Regierungsbezirk Schwaben, wurde 1927/28  errichtet. Das Postamt an der Poststraße 1, gegenüber dem Bahnhof Ichenhausen, ist ein geschütztes Baudenkmal.

## Beschreibung
Das Gebäude wurde von Georg Werner geplant und ausgeführt. Der Walmdachbau mit Eingangsvorbau wird von einer gekurvten Terrasse umgeben. Der rundbogige Eingang befindet sich im Mittelrisalit, von dem aus links der Schalterraum und rechts das Treppenhaus sich befinden. Im Obergeschoss befand sich die Postmeisterwohnung.